# Розвідка нафтових родовищ
Розвідка нафтових родовищ (рос. разведка нефтяных месторождений; англ. oil field exploration; нім. Erdöllagerstättenerkundung f, Prospektion f von Erdölfeldern) — комплекс геологорозвідувальних робіт, що дає змогу оцінити промислове значення нафтового родовища, виявленого на пошуковому етапі, та підготувати його до розробки. Включає буріння розвідувальних свердловин та проведення досліджень, необхідних для підрахунку запасів виявленого родовища і проектування його розробки. Запаси підраховують по кожному покладу або його частинах (блоках) з наступним додаванням їх по родовищу.